# Astrid Williamson
Astrid Williamson (ur. 28 listopada 1968 na Szetlandach) – szkocka piosenkarka, keyboardzistka, kompozytorka i autorka tekstów. Legitymująca się wykształceniem klasycznym, związała się w połowie lat 90. z branżą rozrywkową, początkowo jako solistka zespołu Goya Dress, później jako samodzielna artystka. Współpracowała z wieloma uznanymi muzykami i zespołami, w tym z Dead Can Dance.

## Życiorys

### Początki
Astrid Williamson urodziła się i wychowała na Szetlandach. Tam ukończyła szkołę podstawową i średnią. W tym czasie jej rodzice rozwiedli się, po czym zawarli powtórne związki małżeńskie. Swoje pierwsze piosenki Astrid Williamson napisała w wieku 9 lub 10 lat. Wtedy też zaczęła grać na fortepianie. Pod wpływem ojczyma zainteresowała się muzyką folkową. Ojczym był organizatorem festiwalu muzyki folkowej na Szetlandach. Cenił takich wykonawców tego gatunku jak: Dick Gaughan, Pentangle, Steeleye Span i Fairport Convention. Wprowadził on przyszłą artystkę w tajniki tego gatunku. Mając 11 lat Astrid Williamson zetknęła się w klubie festiwalowym z muzykiem Dave'em Swarbrickiem, który zwrócił uwagę na jej głos. Zachęcona jego pozytywnymi opiniami postanowiła kształcić się dalej muzycznie. Studiowała w klasie kompozycji I fortepianu w Royal Scottish Academy, w tym, przez pewien okres, pod kierunkiem Judith Weir.

### Kariera artystyczna
Karierę muzyczną Astrid Williamson rozpoczęła w połowie lat 90. jako solistka szkockiego zespołu Goya Dress. Po rozwiązaniu zespołu pod koniec 1996 roku zdecydowała się rozpocząć karierę solową. Klasycznie wyedukowana pianistka i śpiewaczka, dorastająca pod wpływem Carole King, Joni Mitchell i The Smiths Astrid Williamson traktowała od samego początku pisanie piosenek jako formę emocjonalnej terapii w sferze introspekcji, niezależności i katharsis. Swój debiutancki album, Boy for You, wydała w 1998 roku pod szyldem wytwórni Nude Records. Kilka następnych lat wypełniła jej współpraca w charakterze wokalistki z zespołami Electronic i The Hope Blister oraz pianistki z Tarą MacLean. W 2002 roku zrealizowała swój kolejny solowy album, wydany nakładem własnej wytwórni Incarnation. W 2006 roku ukazał się jej kolejny album, Day of the Lone Wolf, wydany rok później w Stanach Zjednoczonych przez wytwórnię One Little Indian Records.
W 2010 Astrid Williamson roku wzięła udział w projekcie Briana Eno, Pure Scenius, zrealizowanego w ramach Brighton Festival. W roku następnym, we współpracy z Leo Abrahamsem, zrealizowała i wydała swój kolejny album, Pulse. W latach 2010–2011 wzięła także udział w trasie koncertowej Brendana Perry’ego, w ramach której oboje wystąpili między innymi w Polsce. W latach 2012–2013 uczestniczyła w ogólnoświatowej trasie zespołu Dead Can Dance, promującej nowy jego nowy album, Anastasis. W trakcie koncertów grała na instrumentach klawiszowych oraz śpiewała wspólnie z zespołem. W 2013 roku wzięła udział w nagraniu solowego albumu Lisy Gerrard, zatytułowanego Twilight Kingdom.
Do muzyki klasycznej artystka powróciła w 2015 roku na albumie Requiem & Gallipoli. Od dawna nosiła się z zamiarem stworzenia wielkiego dzieła klasycznego, ale nigdy nie znalazła okazji, aby zrealizować ten pomysł (10 lat wcześniej skomponowała jedynie utwór „Sanctus”). Już od czasów współpracy z zespołem Goya Dress lubiła tworzyć aranżacje smyczkowe i orkiestrowe, jednak dopiero teraz mogła podjąć próbę stworzenia aranżacji na pełną orkiestrę. Premiera dzieła miała miejsce w kościele Wszystkich Świętych w Hessle, w ramach obchodów rocznicy D-Day.

## Dyskografia
Astrid Williamson ma w swym dorobku 8 albumów studyjnych i 15 singli oraz współpracę z innymi artystami w realizacji ich nagrań.

### Albumy
- 1998 – Boy for You (jako Astrid)
- 2002 – Astrid
- 2006 – Day Of The Lone Wolf
- 2009 – Here Come The Vikings
- 2011 – Pulse
- 2015 – We Go To Dream
- 2015 – Requiem & Gallipoli
- 2022 – Into the Mountain

### Single/EP
- 1998 – „Hozanna”
- 1998 – „I Am The Boy For You”
- 1999 – „Sans Vouloir Te Commander” (ze Stephanem Eicherem)
- 2003 – „1000 Years” (z Arthurem Bakerem)
- 2004 – „Reach”
- 2006 – „Shhh... ”
- 2006 – „Superman 2”
- 2009 – „Shut Your Mouth”
- 2009 – „Slake”
- 2011 – „Pour”
- 2012 – „Dance”
- 2012 – „Dance”
- 2015 – „Saint Saviour”
- 2015 – „Hide In Your Heart”
- 2016 – „Scattered”/„Vermillion”